# Joseph Desjordy de Cabanac
Pour les articles homonymes, voir Cabanac (homonymie).
Joseph Desjordy de Cabanac (1657-1713), naquit à Carcassonne, France et mourut à Champlain en 1713. Il était capitaine dans les troupes de la marine, et major de Trois-Rivières. 

## Biographie
Il était le plus jeune fils de Pierre de Jordy et de Louise de Rathery, le frère de Melchior et de Pierre-François, qui était le père de François Desjordy Moreau.
Joseph commença sa carrière dans les armes en 1675 et entra comme lieutenant d’infanterie dans le régiment du Roi. Il passa au régiment de Picardie en 1680 et, cinq ans plus tard, il obtenait une commission de lieutenant dans les Troupes de la Marine, à Rochefort. La même année (1685), il venait au Canada à bord de la Diligente comme membre de l’état-major de Brisay de Denonville. Son neveu François l’accompagnait. Joseph Desjordy se rendit à Cataracoui (fort Frontenac) en 1687, avec les troupes de Denonville et participa à l’expédition contre les Iroquois qui devait se terminer par un humiliant compromis ; Joseph retourna à Montréal avec sa compagnie. Cette expédition fut sans gloire pour lui, mais il sut se distinguer contre Phips* en 1690. Avec Claude-Sébastien de Villieu et Duclos de Beaumanoir, il mérita dans les dépêches une citation spéciale pour l’attaque qu’ils avaient menée contre le camp ennemi, à l’est de la rivière Saint-Charles. 
En 1695, Joseph reçut du gouverneur Louis de Buade de Frontenac et de l’intendant Jean Bochart de Champigny le fief de Cabanac sur la rivière Richelieu. Une certaine confusion règne au sujet de cette seigneurie. Sur l’acte de ratification, François Desjordy est inscrit comme propriétaire de la seigneurie sur le Richelieu ; par ailleurs, on ne trouve aucun document indiquant que François aurait concédé par la suite quelque partie d’une seigneurie sur le Richelieu. Mais, preuves à l’appui, il est possible d’affirmer que Joseph, lui, a accordé de telles concessions. Il s’agit là, de toute évidence, d’une erreur du copiste. À la mort de son beau-père, en 1695 ou 1696, Joseph Desjordy devint, avec son beau-frère, Étienne de La Tousche, copropriétaire de la seigneurie de Champlain. 
En 1696, on confia à Joseph, promu au grade de capitaine, une compagnie dans les troupes de la marine. Callière le jugeait bon officier. En 1709, à la mort du marquis de Crisafy, on lui confia, par intérim, le poste de commandant de Trois-Rivières. Et enfin, en juin 1712, grâce à l’intervention du gouverneur Rigaud de Vaudreuil, le roi le nommait major de Trois-Rivières, pour succéder à Raymond Blaise Des Bergères. Il devait mourir moins d’un an plus tard, à Champlain, le 25 avril 1713. Le 23 janvier 1703 Louis XIV lui avait assuré, ainsi qu’à son frère Melchior, les titres de noblesse qu’ils avaient demandés. 